# Trofeo Alfredo Binda - Comune di Cittiglio 2019
Il Trofeo Alfredo Binda - Comune di Cittiglio 2019, quarantaquattresima edizione della corsa, valevole come terza prova dell'UCI Women's World Tour 2019 categoria 1.WWT, si svolse il 24 marzo 2018 su un percorso di 131,1 km, con partenza da Taino e arrivo a Cittiglio, in Italia. La vittoria fu appannaggio dell'olandese Marianne Vos, la quale completò il percorso in 3h27'07", alla media di 37,979 km/h, precedendo l'australiana Amanda Spratt e la danese Cecilie Uttrup Ludwig.
Sul traguardo di Cittiglio 58 cicliste, su 130 partite da Taino, portarono a termine la competizione.

## Squadre e corridori partecipanti
| N.      | Cod. | Squadra                    |
| ------- | ---- | -------------------------- |
| 1-6     | CSR  | Canyon-SRAM Racing         |
| 11-16   | DLT  | Boels-Dolmans Cycling Team |
| 21-26   | MTS  | Mitchelton-Scott           |
| 31-35   | CCC  | CCC-Liv                    |
| 41-46   | TFS  | Trek-Segafredo             |
| 51-56   | SUN  | Team Sunweb                |
| 61-66   | WNT  | WNT-Rotor Pro Cycling Team |
| 71-76   | TVC  | Team Virtu Cycling         |
| 81-86   | VAL  | Valcar Cylance Cycling     |
| 91-96   | MOV  | Movistar Team Women        |
| 101-106 | TIB  | Team Tibco-SVB             |

| N.      | Cod. | Squadra                         |
| ------- | ---- | ------------------------------- |
| 111-115 | PHV  | Parkhotel Valkenburg            |
| 121-126 | ALE  | ALÉ-Cipollini                   |
| 131-136 | FDJ  | FDJ Nouv. Aquitaine Futuroscope |
| 141-146 | BIG  | Bigla                           |
| 151-156 | BTC  | BTC City Ljubljana              |
| 161-166 | ASA  | Astana Women's Team             |
| 171-176 | VAI  | Aromitalia-Basso Bikes-Vaiano   |
| 181-186 | SER  | Servetto-Piumate-Beltrami TSA   |
| 191-196 | BPK  | BePink                          |
| 201-206 | SBT  | Eurotarget-Bianchi-Vittoria     |
| 211-216 | TOP  | Top Girls Fassa Bortolo         |

## Ordine d'arrivo (Top 10)
| Pos. | Corridore             | Squadra    | Tempo    |
| ---- | --------------------- | ---------- | -------- |
| 1    | Marianne Vos          | CCC        | 3h27'07" |
| 2    | Amanda Spratt         | Mitchelton | s.t.     |
| 3    | Cecilie Uttrup Ludwig | Bigla      | s.t.     |
| 4    | Anastasija Čursina    | BTC        | s.t.     |
| 5    | Elena Cecchini        | Canyon     | a 1"     |
| 6    | Katarz. Niewiadoma    | Canyon     | s.t.     |
| 7    | Emilia Fahlin         | FDJ        | s.t.     |
| 8    | Coryn Rivera          | Sunweb     | s.t.     |
| 9    | Soraya Paladin        | ALÉ        | s.t.     |
| 10   | Erica Magnaldi        | WNT-Rotor  | s.t.     |